# Las Palmitas, Oaxaca
Las Palmitas är en ort i Mexiko.   Den ligger i kommunen El Barrio de la Soledad och delstaten Oaxaca, i den sydöstra delen av landet, 500 km sydost om huvudstaden Mexico City. Las Palmitas ligger 237 meter över havet och antalet invånare är 137.
Terrängen runt Las Palmitas är kuperad åt sydväst, men åt nordost är den platt. Runt Las Palmitas är det ganska tätbefolkat, med 86 invånare per kvadratkilometer. Närmaste större samhälle är Matías Romero, 6,9 km norr om Las Palmitas. Omgivningarna runt Las Palmitas är en mosaik av jordbruksmark och naturlig växtlighet.